# Tesla Supercharger

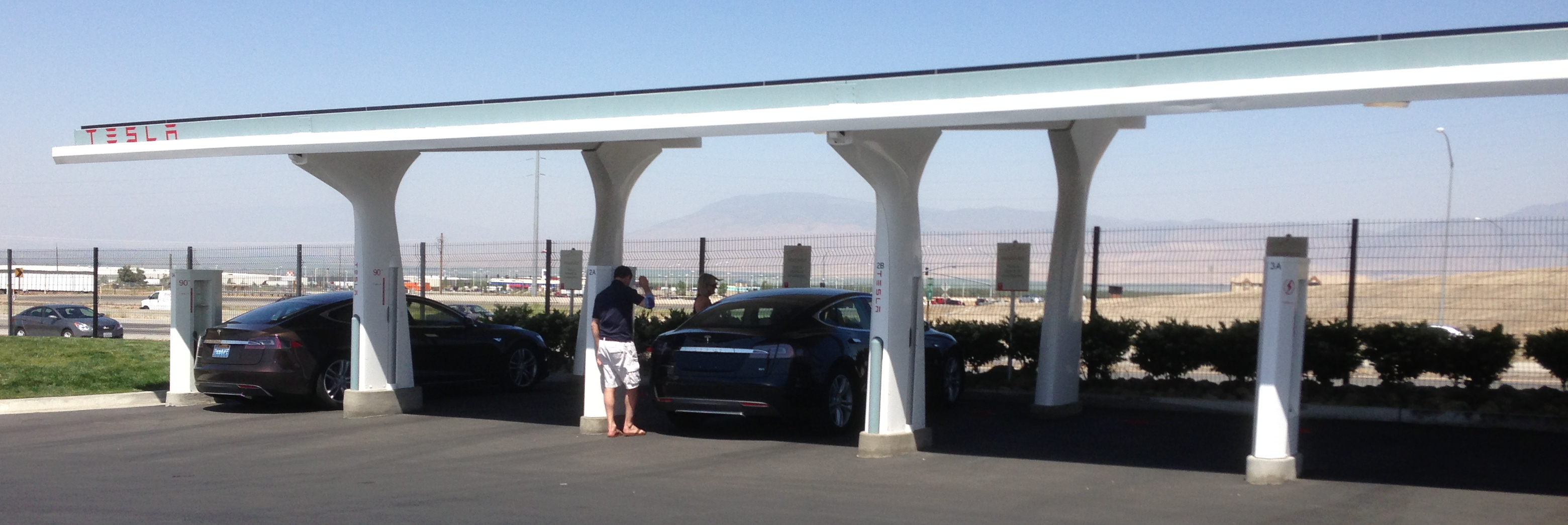
Estación de carga rápida de Tesla Supercharger en Tejon Ranch, California. El techo de la cubierta para coches tiene un colector solar fabricado por SolarCity, que suministra a la red.

La red de Tesla Superchargers (red de supercargadores de Tesla) es un sistema  de estaciones de carga rápida de 480 voltios de corriente continua (DC) construida por el fabricante de vehículos Tesla Inc. para facilitar viajes más largos a sus vehículos todo-eléctricos  (Modelo S, 3 , X y Y), a través de la recarga rápida de los paquetes de baterías del vehículo. 
El primer coche de la marca, el 2008 Tesla Roadster, que actualmente no se fabrica, depredaba los supercargadores y tenía que ser recargado por otros medios, como un conector tipo 2.
Tesla empezó a construir la red en 2012. En agosto de 2018, había 1.317 estaciones a nivel global, con 10.738 cargadores.La Supercharger es una tecnología propietaria que emplea físicamente un conector tipo 2 modificado para corriente directa  (DC) y que proporciona hasta 120 kW de potencia por automóvil (dependiendo de las circunstancias), proporcionando al Modelo S de 90 kWh un rango o autonomía de 270 km en aproximadamente 30 minutos de recarga y una  carga completa en alrededor de 75 minutos. Los Tesla S puede recargar semi-rápido (22 kW) en corriente alterna y rápido en corriente continua (120kW).
Una actualización del software proporcionada en 2015 a todos coches de Tesla, utiliza información de demanda de cada estación de Superchargers para planear la ruta más rápida, si fuera necesario recargar para alcanzar el destino.
Tesla ha tomado varias medidas para desalentar a los conductores para utilizar los Superchargers más tiempo del necesario. En diciembre de 2016, Tesla empezó a cobrar a los propietarios que permanecían enchufados en un supercargador después de finalizada la recarga completa (en vez de desbloquear automáticamente el cargador, para dejarlo libre).  Un año más tarde, Tesla anuncio la prohibición a los vehículos de uso compartidos, taxis o de parques móviles públicos de utilizar Superchargers.  Además, se estableció a los dueños de vehículos adquiridos después del 15 de enero de 2017, un límite  anual de 400 kWh (aproximadamente 1.600 km) de "crédito" gratuito de recarga, antes de que  tengan que pagar por la recarga, pero la mayoría de los compradores más los compradores recibieron supercarga gratuita ilimitada con la compra de un Modelo nuevo S, Modelo X o Modelo 3, utilizando un código de referencia.  Después del 16 de septiembre de 2018, la recarga completa ilimitada desaparecerá  y el uso del código referral o de referencia  sólo proporcionará un año de supercarga ilimitada.
En marzo de 2019 Tesla lanzó una actualización telemática por la que retiró de los vehículos el límite de 120 kW y les permitió cargar hasta 145 kW en toda la red de supercargadores.En marzo de 2019 Tesla anunció la versión Supercharger V3 en la que usando PowerPacks de 1 MW y cables refrigerados por líquido conseguía potencias de recarga de hasta 250 kW en cada poste (para Tesla Model 3 y Model Y).

## Carga en Destino
En abril  de 2017, Tesla planea expandir las estaciones de carga en destino (Destination Charger), que son distintas de los supercargadores, desde aproximadamente 9.000  a 15.000, como adelanto del despliegue del Modelo 3, que esperan que suponga una  demanda adicional significativa en el uso de las instalaciones.

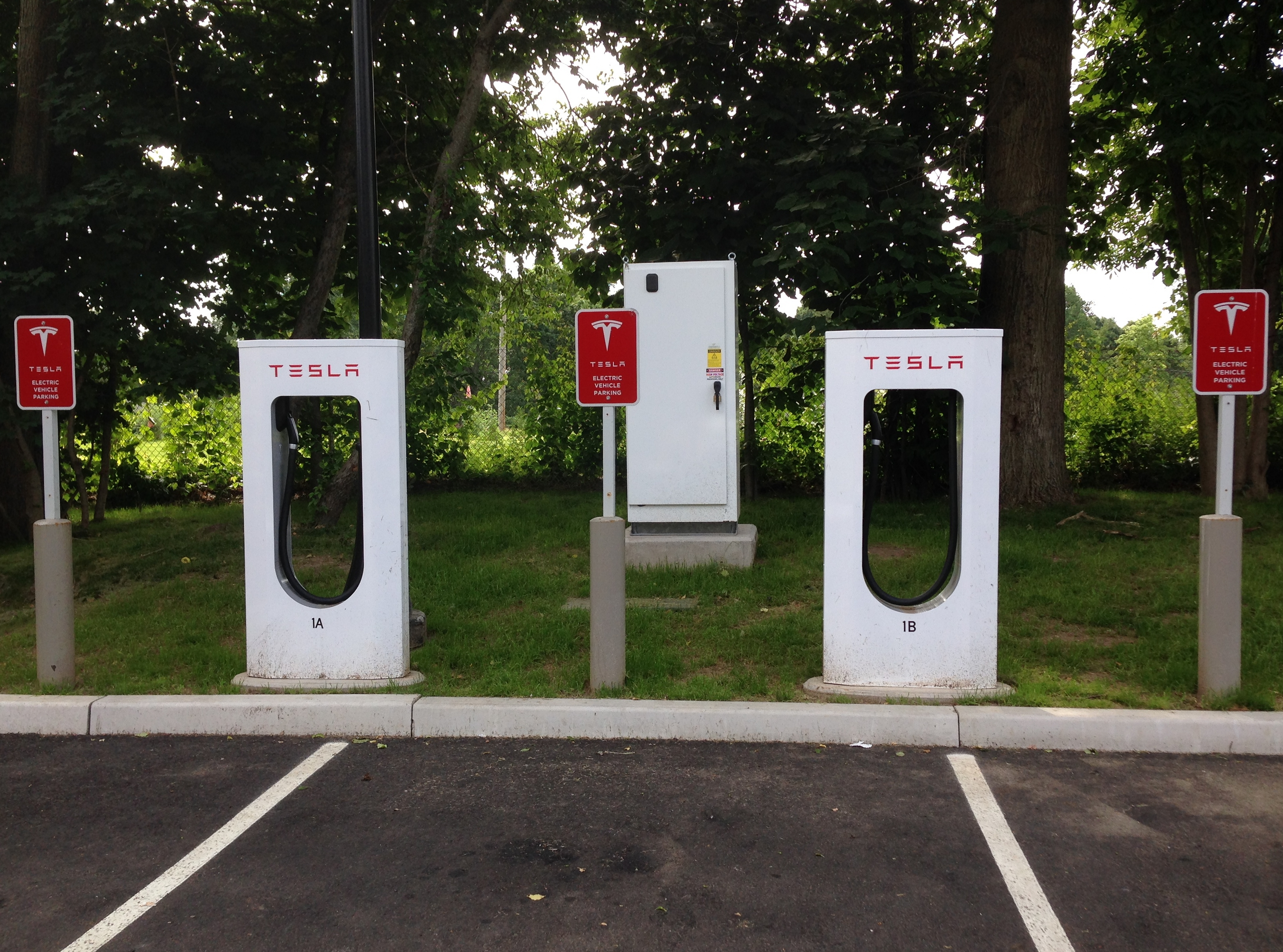
Cuándo ambos pares de puestos de la estación de supercargadores de Tesla (A y B) están ocupados, comparten la potencia disponible de hasta 145 kW. Aun así, aquellos superchargers son de la generación más antigua de superchargers, capaz sólo de proporcionar 105kW por automóvil. (cada gabinete Supercharger con doce módulos cargadores alimenta dos puestos de carga -max. 120 kW por automóvil-, así si dos coches están cargando al mismo tiempo, se puede reducir su velocidad de carga).

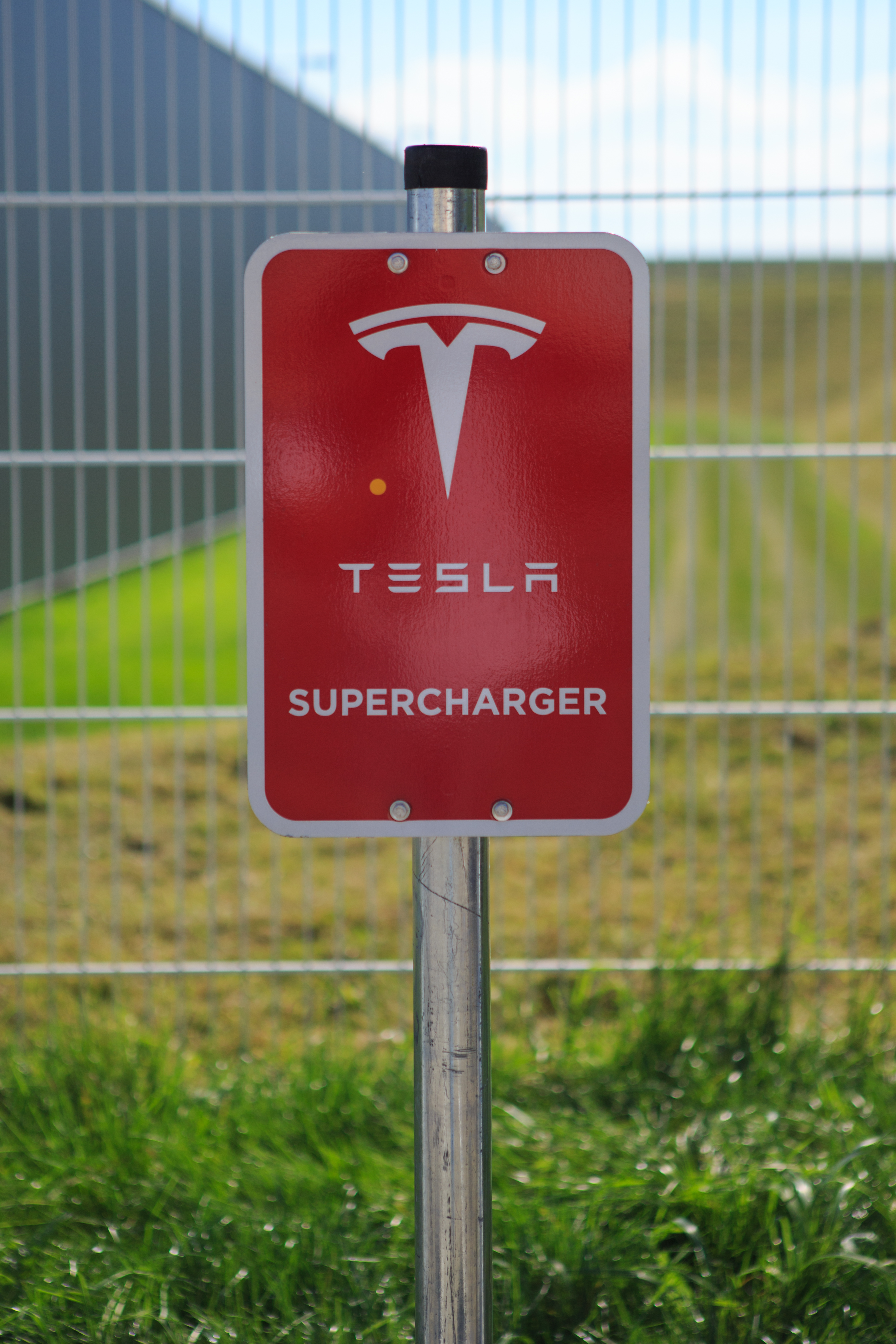
Logotipo de tesla en una estación de supercargadores

## Red de supercargadores

### Europa

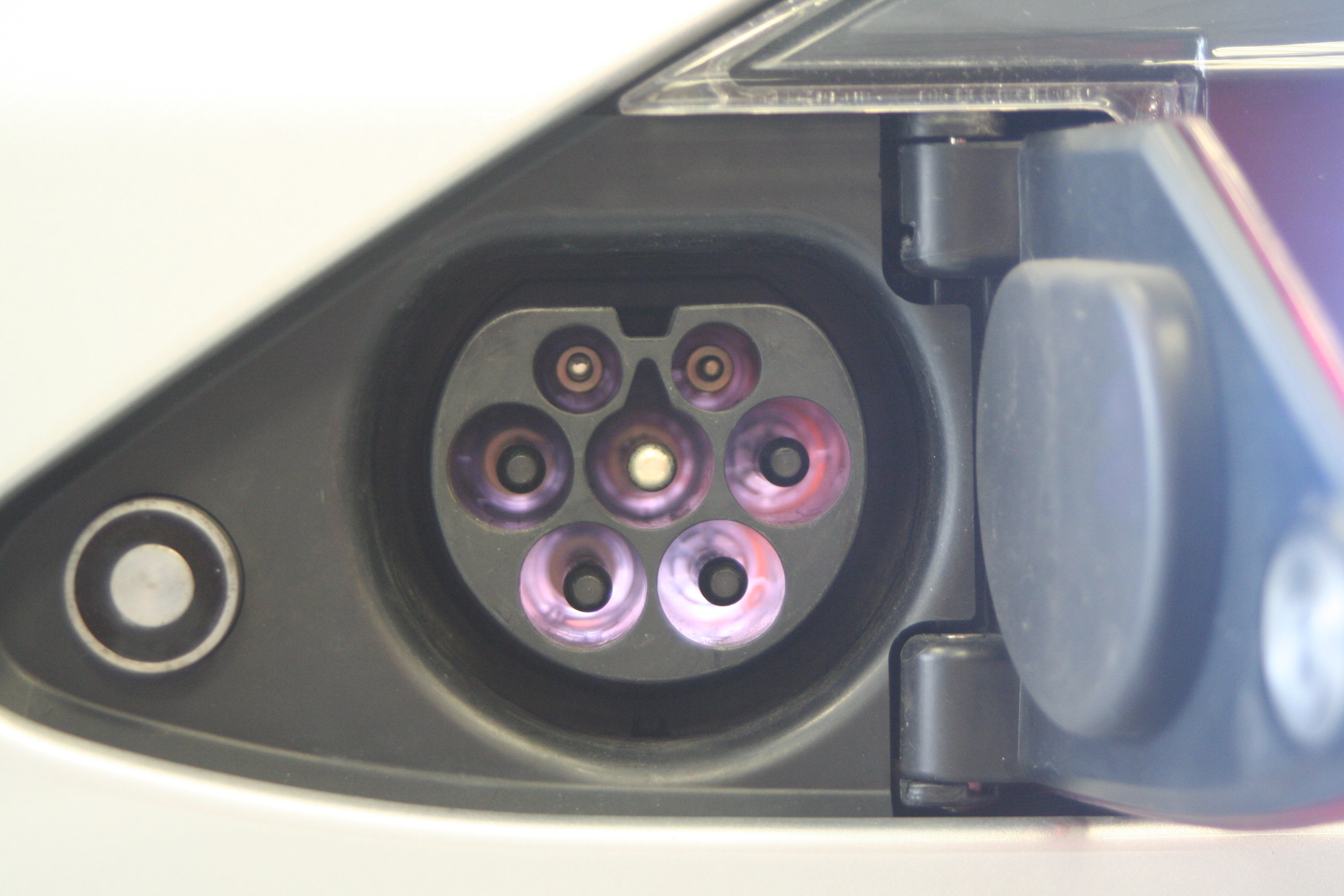
Entrada compatible Tipo 2 que implementa carga de CA trifásica y supercarga de CC en los modelos europeos de Tesla S y X.

A principios de 2015, el primer supercargador europeo en ser actualizado con dosel solar (una cubierta para coches con células solares en el techo) en Køge, Dinamarca. Según la persona responsable de Tesla para  los superchargers en los países nórdicos, Christian Marcus, el supercargador de 12 puestos en Køge, tiene 300 m² de células solares, con una producción anual proyectada de aproximadamente 40 MWh y está equipado con un banco de baterías propio para el almacenamiento provisional de la  producción sobrante. A diferencia de otras estaciones europeas de supercargadores, Tesla ha adquirido el terreno sobre la que se asientan los supercargadores de  Køge. El 26 de abril de 2016, Kostomłoty fue el primer cargador en abrir en Polonia. Hay unos cuantas estaciones de  supercargadores operadas privadamente, como la abierta el 27 de abril de 2016, en Zarechye, Rusia, con 3 puestos y también otra en Jordania.
En 2016, se ha planificado que la red europea de supercargadores permita a un Modelo S viajar desde Cabo Del Norte, en Noruega, a Estambul o Lisboa. En octubre  de 2017, el supercharger más cercano a Estambul es el  en Vrgorac (Croacia), y los más cercanos a Lisboa son Montemor-o-Novo y Fátima. El mapa de sitios actuales y previstos incluye cada país de la Unión Europea, excepto Malta y Chipre, y representa a todos los 10 países superiores en las velocidades de adopción de vehículo eléctricos (exceptuando, Islandia en #2).

### Asia-Pacífico
A junio de 2015,  Hong Kong tiene la densidad más alta de Tesla superchargers del mundo, con ocho estaciones con un total de 54 puestos, permitiendo a la mayoría de propietarios de Modelos S  tener un supercharger a 20 minutos de conducción. También se pueden encontrar otros superchargers en Australia, la República Popular de China, Japón, Macau, Nueva Zelanda, Corea del Sur, y Taiwán.
La tesla también planea desplegar una red de Superchargers por toda la India.

### América Latina
Mientras que los primeros superchargers en América Latina fueron instalados en México en 2016, los primeros dos superchargers de Sudamérica se colocaron en Chile en octubre de 2024.

### Principales Estaciones Supercharger por número de Superchargers
| Número de Superchargers | País    | Nombre               | Tesla-operó Amenidades      | Estación en operación (S/N) | Fecha de puesta en operación |
| ----------------------- | ------- | -------------------- | --------------------------- | --------------------------- | ---------------------------- |
| 50                      | China   | Shanghái             |                             |                             |                              |
| 40                      | EE. UU. | Kettleman Ciudad, CA | 24H Cliente de Tesla Lounge | S                           | 14 de noviembre de 2017      |

## Tesla Megacharger
Tesla anunció los "Megachargers" (Megacargadores) junto a la presentación de su prototipo Tesla Semi, un semi-camión tráiler, en noviembre de 2017. Estos camiones utilizarían la Red de Tesla Megachargers para recargar. Las estaciones de megacargadores alimentadas por electricidad solar, recargarían los semicamiones con 645 km en 30 minutos, menos de la capacidad total de 805 km del paquete de baterías. Para cumplir esto, probablemente tenga un nivel de salida por encima del megavatio.